# دیه‌گو د آلماگرو
دیه‌گو د آلماگرو (اسپانیایی: Diego de Almagro‎؛ ۱۴۷۵ – ۸ ژوئیه ۱۵۳۸) یک ژنرال اهل اسپانیا بود.